# Hawaii ölyv
A hawaii ölyv (Buteo solitarius) a madarak osztályának vágómadár-alakúak (Accipitriformes) rendjébe, ezen belül a vágómadárfélék (Accipitridae) családjába tartozó faj.

## Rendszerezése
A fajt Titian Peale amerikai ornitológus írta le 1848-ban.

## Előfordulása
Az Amerikai Egyesült Államokhoz tartozó, Hawaii szigeteken honos. Ma már csak a Hawaii szigeten él, de fosszilizálódott maradványait megtalálták Molokai, Oahu, Maui és Kauai szigeteken is.
Természetes élőhelyei a szubtrópusi és trópusi síkvidéki és hegyi esőerdők, valamint ültetvények és szántóföldek. Állandó, nem vonuló faj.

## Megjelenése
Testhossza 46 centiméter, szárnyfesztávolsága 87-101 centiméter.

## Természetvédelmi helyzete
Az elterjedési területe kicsi, egyedszám 1100 példány körüli, viszont stabil. A Természetvédelmi Világszövetség Vörös listáján mérsékelten fenyegetett fajként szerepel.